# ディエゴ・デ・アラーナ
ディエゴ・デ・アラーナ（Diego de Arana、1468年 - 1493年）は、コロンブスの最初の新大陸探検に同行した人物。
探検の際にサンタ・マリア号が沈没してしまったため、船員39名が現在のハイチにクリスマス村と呼ばれる居留地を作って残ることになったが、その際に彼らを統率する役割をコロンブスから命じられた。
コロンブスは11ヶ月後に戻って来たが、そのときには、残ったスペイン人は既に殺されていた。